# Channa argus
Channa argus és una espècie de peix de la família dels cànnids i de l'ordre dels perciformes. És l'espècie de cànnid més criada a la Xina (en estanys, arrossars i embassaments) i la més present en els mercats d'aliments vius de Nord-amèrica. En canvi, té una importància modesta en el comerç de peixos ornamentals al Japó, Europa i, en menor mesura, els Estats Units.

## Morfologia
Cos en forma de torpede (estrenyent-se cap a la cua), cilíndric, amb el cap petit, la boca grossa (va més enllà dels ulls), les dents esmolades, cua no arrodonida i taques irregulars i fosques als flancs (és capaç d'enfosquir el seu color general fins al punt de gairebé fer desaparèixer aquestes taques), el qual pot créixer fins als 85 cm de llargària (encara que hi ha observacions, a Rússia, d'espècimens de fins a 1,5 m de longitud). Presenta una banda fosca des de darrere dels ulls fins a la vora superior de l'opercle i una altra des de darrere de l'òrbita ocular fins al quadrant inferior de l'opercle. La coloració dels juvenils és pràcticament igual a la dels adults. Posició dels ulls per sobre de la part central de la mandíbula superior. Absència d'escates a la regió gular del cap. Dents vil·liformes i amb algunes dents semblants a les canines a la mandíbula inferior. Una única, i allargada, aleta dorsal amb 49-50 radis. Aleta anal també allargada i amb 31-32 radis. L'origen de les aletes pelvianeses troba per sota del quart radi de l'aleta dorsal. Les pectorals s'estenen més enllà de la base de les pelvianes. 60-67 escates a la línia lateral. 8 fileres d'escates des de la línia lateral fins a l'origen de l'aleta dorsal i de 12 a 13 des de la mateixa línia fins a l'origen de l'aleta anal. Posseeix un òrgan suprabranquial i una aorta ventral bifurcada, els quals li permeten respirar de forma subaquàtica i aèria. Emet com una mena d'espetecs quan puja a la superfície de l'aigua per respirar aire i d'esgüells porquins quan menja.

## Ecologia
És un peix d'aigua dolça (entre 0 i 30 °C de temperatura), el qual viu, preferentment, a les aigües estancades i poc fondes de llacunes i pantans amb substrat de fang i vegetació, i, en menor mesura, els corrents lents i fangosos de rierols, canals, embassaments, llacs i rius de Rússia, la Xina i la península de Corea. Ha estat introduït al Japó (Hokkaido, Honshu, Kyushu i Shikoku), el Kazakhstan, el Turkmenistan, l'Uzbekistan, l'antiga Txecoslovàquia, els Estats Units (hi ha establert poblacions reproductores a Virgínia, Maryland, Pennsilvània i Nova York, encara que la seua presència al país s'estén a altres estats com, per exemple, Florida) i algunes àrees de la Xina i de Rússia on no era autòcton.
Aconsegueix la maduresa sexual als 2 o 3 anys de vida (quan fa, aproximadament, entre 30 i 35 cm de longitud). Les femelles produeixen ous entre una i cinc vegades a l'any, en dipositen 22.000-51.000 per posta i en poden pondre fins a 100.000 en un any. La fecundació és externa i té lloc a la matinada en aigües poc fondes. Els ous són pelàgics, esfèrics, no adhesius, fan al voltant de 2 mm de diàmetre, suren a l'aigua i triguen, si fa no fa, 28 hores per a descloure a una temperatura de 31 °C i 45 hores a 25 °C (l'eclosió és més tardana a temperatures més baixes). Els progenitors custodien les larves al niu fins que fan aproximadament 8 mm de llargada. Hom creu que el temps mínim de duplicació de qualsevol població d'aquesta espècie és de menys de 15 mesos.
És un depredador que es nodreix principalment d'altres espècies de peixos i, en menor mesura, de crancs de riu, larves de libèl·lules, escarabats, granotes, gripaus, petits rèptils i, fins i tot, mamífers i ocells petits. Al riu Potomac (Maryland i districte de Colúmbia, Estats Units), on va ésser introduït, la seua dieta és formada per Fundulus diaphanous, Morone americana, Lepomis macrochirus, Lepomis gibbosus, carpins daurats (Carassius auratus), Dorosoma petenense, anguiles americanes (Anguilla rostrata), perques grogues (Perca flavescens), perques americanes (Micropterus salmoides), Notropis hudsonias, Hybognathus regius, Fundulus heteroclitus, peixos gats americans (Ictalurus punctatus), Lepomis cyanellus, Etheostoma olmstedi, granotes i crancs de riu.
És parasitat per Mysosoma acuta, Henneguya zschokkei, Cysticercus gryporhynchus cheilancristrotus, Clinostomum complanatum i Paracanthocephalus cutus.
Fora de la seua àrea de distribució original, la seua alta fertilitat, àmplia tolerància a una extensa gamma de condicions i manca d'enemics naturals fan que sigui una espècie invasora pertorbadora, ja que pot alterar l'equilibri dels ecosistemes aquàtics (com ara, la conca del riu Mississipi). A Espanya està catalogat com una espècie invasora.
És conegut per la seua capacitat de tolerar la manca d'aigua durant un màxim de quatre dies i de supervivència sota el gel (les temperatures baixes reduixen el seu metabolisme i la demanda d'oxigen), consumit com a aliment i té, a causa de la seua forma de torpede, limitada la seua mobilitat per terra (excepte durant la seua etapa juvenil i només durant períodes d'inundacions).

## Galeria

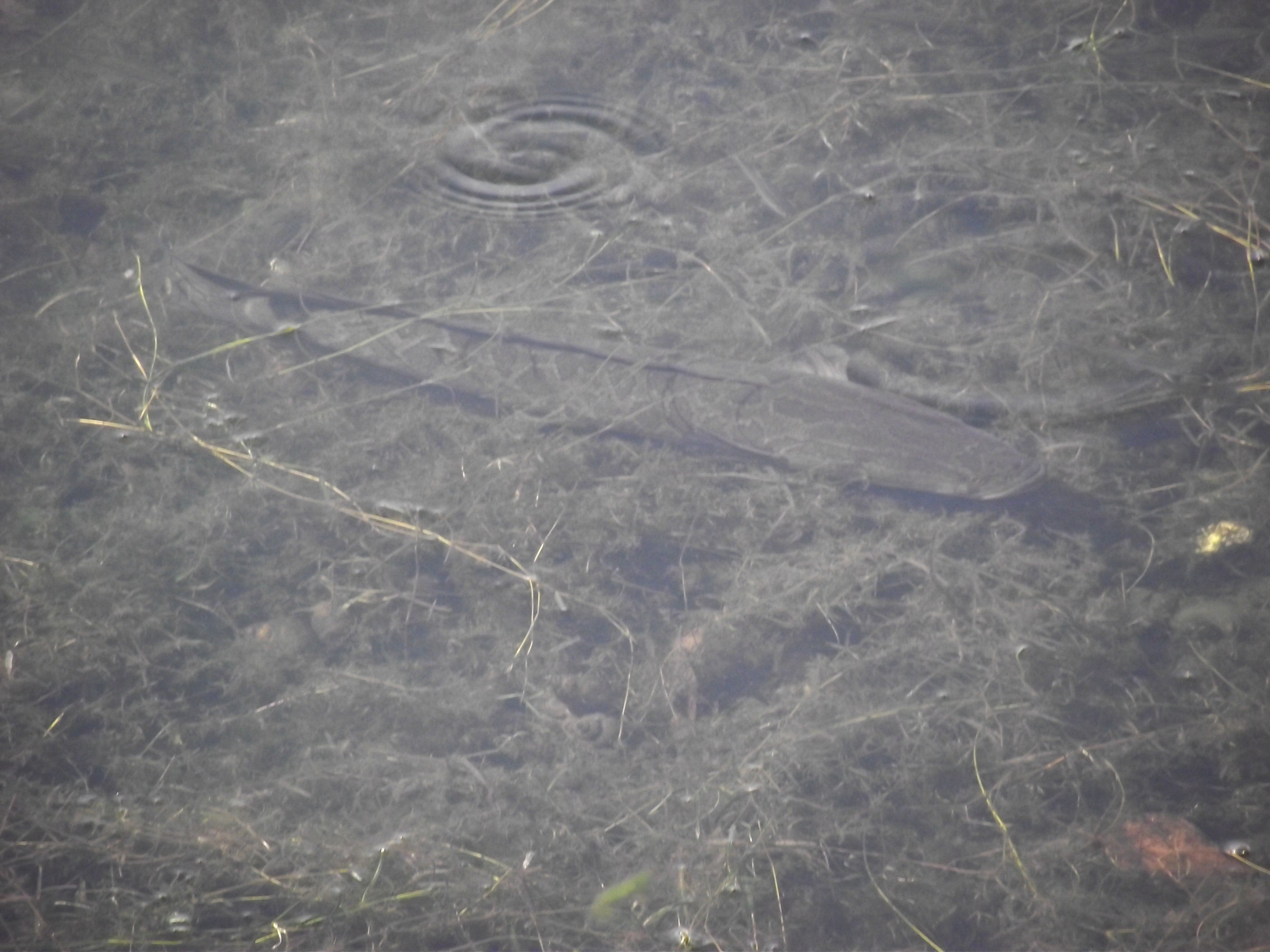
Un exemplar en aigües poc profundes
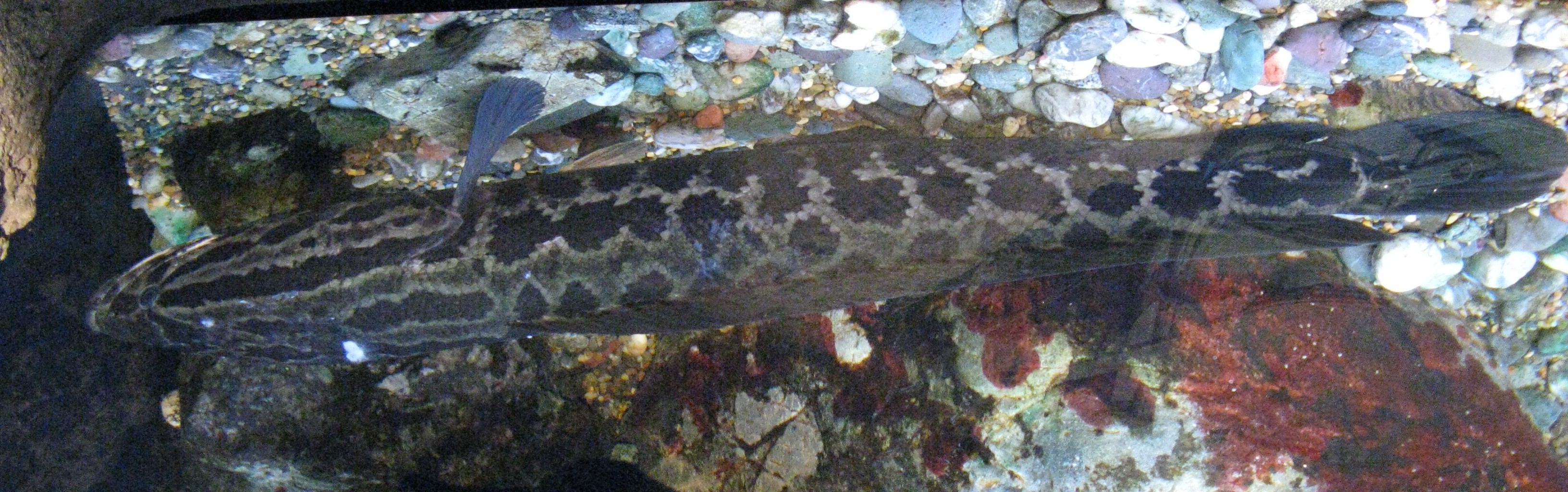
Vista superior
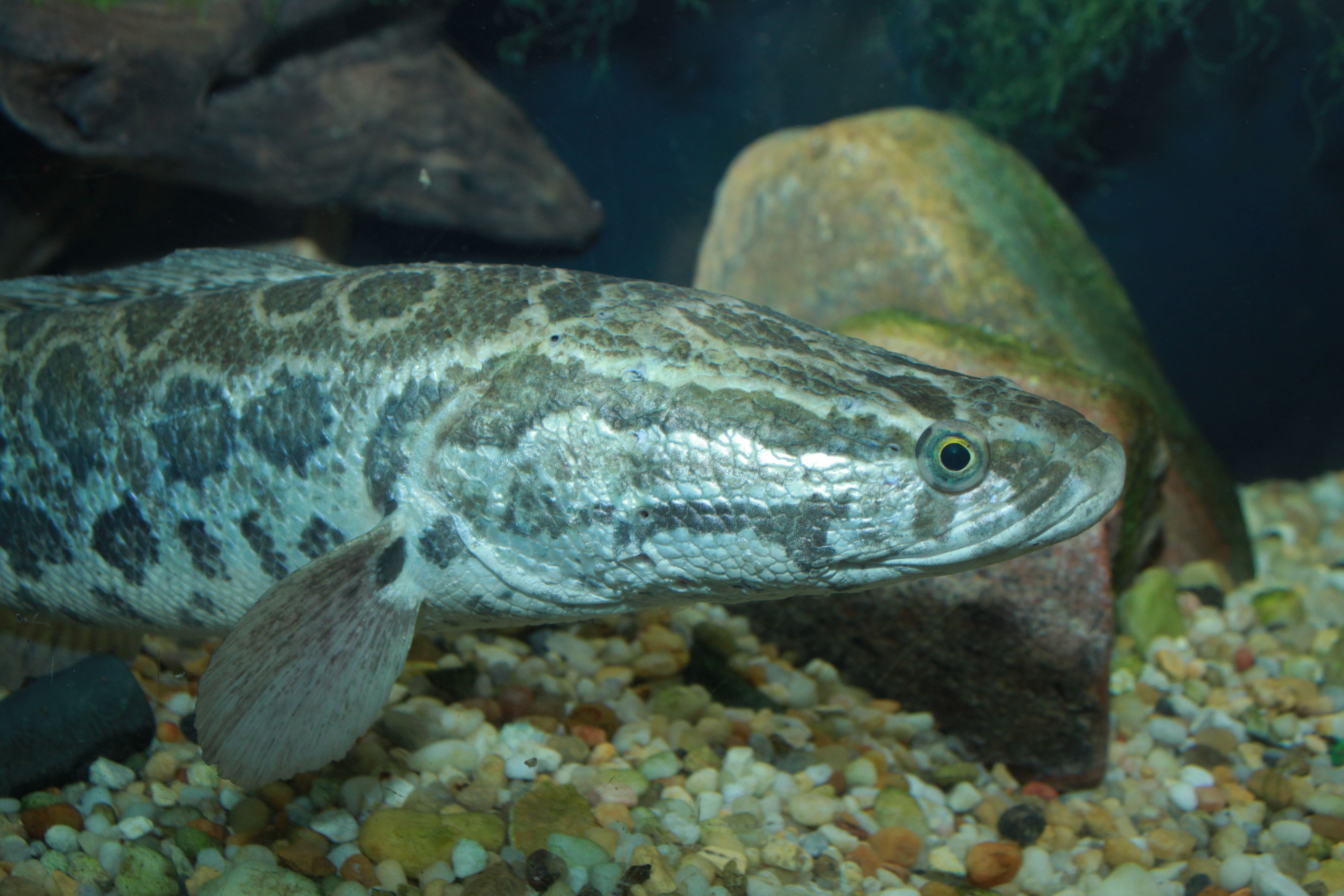